# Mr. Good-Bye
Mr. Good-Bye (hangeul: 미스터 굿바이, latinizzazione riveduta: Miseuteo gutba-i, conosciuta anche come Wild Beast and the Witch) è una serie televisiva sudcoreana trasmessa su KBS2 dal 2 maggio al 18 luglio 2006.

## Trama
Yoon Hyun-seo è stato adottato e cresciuto negli Stati Uniti ed è il manager di successo di una catena alberghiera. Un giorno gli viene affidato un affare in Corea del Sud, dove si ritrova a litigare in continuazione con la sfacciata concierge Choi Young-in, che proviene da una famiglia modesta, ma della quale finisce per innamorarsi. Mentre si adatta alla nuova vita in Corea, Hyun-seo scopre di avere un figlio di cui non era consapevole e riesce a trovare la madre biologica, ma la sua vita viene messa in pericolo da una malattia cardiaca.

## Personaggi
- Yoon Hyun-seo, interpretato da Ahn Jae-wook
- Choi Young-in, interpretata da Lee Bo-young
- Kang Soo-jin, interpretata da Oh Yoon-ah
- Kyle, interpretato da Jo Dong-hyuk
- Park Yang-soo, interpretato da Kim Ki-hyun
- Kang Chul-goo, interpretato da Jung Sung-mo
- Kwon Bok-haeng, interpretato da Kim Kwang-gyu
- Hwang Chan-sung, interpretata da Ahn Sun-young
- Choi Jae-dong, interpretato da Jo Dal-hwan
- Choi Young-kyu, interpretato da Lee Hee-do
- Mi-hee, interpretata da Lee Hye-sook
- Jung-koo, interpretato da Jo Jae-wan
- Kim Dong-rae, interpretato da Kim San-ho
- Ronnie, interpretato da Heo Jung-min
- Yoon, interpretato da Kang Yi-suk

## Ascolti
| Episodio | Data di trasmissione | Dati TNMS | Dati AGB |
| -------- | -------------------- | --------- | -------- |
| 1        | 22 maggio 2006       | 8,9%      | 8,3%     |
| 2        | 23 maggio 2006       | 9,6%      | 9,7%     |
| 3        | 29 maggio 2006       | 8,8%      | 8,1%     |
| 4        | 30 maggio 2006       | 8,8%      | 8,8%     |
| 5        | 5 giugno 2006        | 9,2%      | 8,5%     |
| 6        | 6 giugno 2006        | 10,4%     | 9,5%     |
| 7        | 20 giugno 2006       | 10,8%     | 11,0%    |
| 8        | 26 giugno 2006       | 10,9%     | 12,2%    |
| 9        | 26 giugno 2006       | 16,7%     | 12,2%    |
| 10       | 27 giugno 2006       | 12,2%     | 10,2%    |
| 11       | 3 luglio 2006        | 11,0%     | 9,5%     |
| 12       | 4 luglio 2006        | 12,1%     | 10,2%    |
| 13       | 10 luglio 2006       | 11,0%     | 10,9%    |
| 14       | 11 luglio 2006       | 12,0%     | 10,9%    |
| 15       | 17 luglio 2006       | 12,1%     | 12,1%    |
| 16       | 18 luglio 2006       | 13,6%     | 12,2%    |
| Media    | Media                | 11,1%     | 10,3%    |